# Leucopternis
Leucopternis Kaup, 1847 è un genere di uccelli rapaci della famiglia Accipitridae.

## Tassonomia
Il genere comprende le seguenti specie:
- Leucopternis semiplumbeus Lawrence, 1861 - poiana semiplumbea
- Leucopternis melanops (Latham, 1790) - poiana faccianera
- Leucopternis kuhli Bonaparte, 1850 - poiana dai sopraccigli